# 藤井得三郎 (初代)
藤井 得三郎（ふじい とくさぶろう、安政5年6月18日（1858年7月28日） - 1935年（昭和10年）12月31日）は、日本の薬剤師。出羽国久保田藩（現・秋田県）の出身。同藩の藩医を務めた藤井正亭治の長男、または秋田県立博物館の説明だと、三男。現在の小林製薬（小林大薬房）とともに販売ルートを確立していった。

## 人物
- 現在の秋田県出身[4]で、族籍は東京府平民[5]。
- 父・正亭治は佐竹義堯に仕え、典医をつとめた明治初期の著名な医者だった[6]。明治維新後、東京・神田区豊島町（現在の東京都千代田区東神田）に藤井薬種店[7]を開業し、得三郎の弟・定吉が秋田県大曲の村に支店を開いたとされるが、秋田県立博物館の説明によると、「はじめは大曲を本店とした」、「正亭治の三男・得三郎」となっている[2]。
- 得三郎は、明治政府が薬に関する法律を定めた時に選抜されて、ドイツ人のランガルトを迎えて発足した神田区佐久間町の衛生試験所（東京帝国大学薬学部の前身）別科（夜学扱い）で薬学を修めた薬剤師である[8][9]。
- 1893年（明治26年）に龍角散の微粉末の処方を完成させ、「藤井得三郎商店」（龍角散本輔）を開業。同年8月に正亭治が死去した後、10月に家督を相続した[4]。
- 1899年（明治32年）頃、豊島町の衛生組合長となると、町内の親睦と自治衛生に尽くした[10]。
- 日本硝化綿製造（株）取締役[11]。
- 株式会社・藤井得三郎商店（のちの龍角散）の初代社長であり、得三郎の没後は婿養子の米次郎[4][12]が2代得三郎を襲名した[13]。

### エピソード
- 秋田で一番有名な民間薬といえば、龍角散。大曲で生まれました[14]。
- 本県では秋田藩士に藤井氏がある。常陸国那珂郡藤井郷発祥の佐竹氏族で、佐竹十代義篤の六男・義貫の子孫である。ほか京、大阪、関東からの入国諸家もあろう。大曲市の富商藤井家は常陸から佐竹を慕って久保田に入り、江戸中期に大曲に移ったとされ、竜角散を製造した医師・藤井玄渕がいる[15]。

## 家族
- 出典は人事興信録の4巻と8巻によるもの。

- 妻：よし（益子太兵衛の長女）
- 長女：千代（1879年生）
  - 娘婿：藤井米次郎（1877年生） - 小林忠兵衛の次男。二代目得三郎
  - 養子・藤井勝之助 - 三代目得三郎
- 長男：藤井正太郎（1882年生） - 京都帝国大学医学部を出た医者
  - 妻：神矢ふく（神矢肅一[16]の三女）
  - 長女：登美 - 千代・米次郎夫婦の養子となり、勝之助を婿とする[17]
- 孫：藤井康男 - 勝太郎・登美夫婦の長男。龍角散4代目社長
- 曾孫：藤井隆太 - 康男の長男。龍角散5代目社長

縁者
- 小林忠兵衛（忠左衛門の三男。名古屋・小林薬房、取締役）
  - 吉太郎（忠兵衛の長男、米次郎の兄）
  - 房五郎（忠兵衛の三男、米次郎の弟）
- 森垣亀一郎（ふくの姉の夫）

### 藤井得三郎の親族
藤井家は、「1805年頃、秋田から大曲に移住し、代々薬種業を営んだ家のことで藤井薬店として大曲市民に親しまれた家である。藤井玄淵、玄信、利庵といい、その昔佐竹公が秋田に移封の際常陸（茨城）から来た人である。
県南を薬の誇る卸屋として繁昌し、よくテレビに出る龍角散本舗は当家出身で、明治時代に東京に出て、代々、得三郎を名乗り、名声を博していることは周知の事実である。
かつて、江戸、明治、大正の初期の頃までの藤井家の庭はすばらしく、今でも古老の自慢にきかれ、当時は大曲の名所でもあった。その子孫・正治郎、英之助は薬種商を経営し、今日、隆昌を続けている。又、別家も藤井分店として薬屋を継続営業していたが、昭和の初め、男鹿（北浦）に転居した」。
- 子孫の正治郎は、大曲町の助役。のち町長代理[6]。

- 玄淵の子孫として、六郷町の琴平地区で薬屋を営む賢三がおり、大変、町の人々から親しまれている[19]。